# Місячне затемнення 21 січня 2019 року
| Повне місячне затемнення 21 січня 2019 року                                               | Повне місячне затемнення 21 січня 2019 року |
| ----------------------------------------------------------------------------------------- | ------------------------------------------- |
| Ecliptic north up Місяць рухатиметься з заходу на схід (з права наліво) крізь тінь Землі. |                                             |
| Сарос                                                                                     | 134 (27 of 73)                              |
| Гамма                                                                                     | +0,3684                                     |
| Тривалість затемнення (год:хв:сек)                                                        |                                             |
| Повного                                                                                   | 1:01:59                                     |
| Часткового                                                                                | 3:16:45                                     |
| Півтіньового                                                                              | 5:11:30                                     |
| Явища (UTC)                                                                               |                                             |
| P1                                                                                        | 2:36:30                                     |
| U1                                                                                        | 3:33:54                                     |
| U2                                                                                        | 4:41:17                                     |
| Найбільша фаза                                                                            | 5:12:16                                     |
| U3                                                                                        | 5:43:16                                     |
| U4                                                                                        | 6:50:39                                     |
| Р4                                                                                        | 7:48:00                                     |

Повне місячне затемнення «кривавий вовчий супермісяць» відбудеться 21 січня 2019 р.

## Видимість
Затемнення буде видно у Великій Британії, на північному заході Франції та Іспанії, в Португалії, частково на північному сході Росії, у деяких частинах Західної Африки, майже на всій території Північної та Південної Америки та у східній частині Азійсько-Тихоокеанського регіону. В Україні початок напівтіньового затемнення можна буде спостерігати о 4:36, а повного тіньового — о 6:31.
Під час «кривавого вовчого супермісяця» відбудеться поєднання трьох природних явищ. «Супермісяцем» називають збіг повного місяця з перигеєм. «Вовчий місяць» — повний місяць у січні. Червоним місяць стає через те, що земна атмосфера найкраще пропускає сонячні промені, що проходять по дотичній до поверхні Землі, червоно-помаранчевої частини спектру, і саме вони досягають поверхні Місяця під час затемнення.
| Вид Землі з Місяця в момент затемнення |
| Visibility map                         |